# Betty Nuthall
Betty May Nuthall Shoemaker, angleška tenisačica, * 23. maj 1911, Surbiton, Anglija, Združeno kraljestvo, † 8. november 1983, New York, ZDA.
Betty Nuthall se je trikrat uvrstila v finala turnirjev za Grand Slam v posamični konkurenci, edino zmago je dosegla leta 1930 na turnirju za Nacionalno prvenstvo ZDA, ko je v finalu premagala Anno McCune Harper. V finalu turnirja je nastopila tudi leta 1927, ko jo je premagala Helen Wills, leta 1931 pa je nastopila tudi v finalu turnirja Amatersko prvenstvo Francije, kjer jo je premagala Cilly Aussem. V konkurenci ženskih dvojic je trikrat osvojila Nacionalno prvenstvo ZDA in enkrat Amatersko prvenstvo Francije, v konkurenci mešanih dvojic pa po dvakrat Nacionalno prvenstvo in  Amatersko prvenstvo Francije. Leta 1977 je bila sprejeta v Mednarodni teniški hram slavnih.

## Finali Grand Slamov

### Posamično (3)

#### Zmage (1)
| Leto | Turnir                   | Nasprotnica v finalu | Rezultat finala |
| 1930 | Nacionalno prvenstvo ZDA | Anna McCune Harper   | 6–1, 6–4        |

#### Porazi (2)
| Leto | Turnir                       | Nasprotnica v finalu | Rezultat finala |
| 1927 | Nacionalno prvenstvo ZDA     | Helen Wills          | 1–6, 4–6        |
| 1931 | Amatersko prvenstvo Francije | Cilly Aussem         | 6–8, 1–6        |